# Volker Beck (politicus)

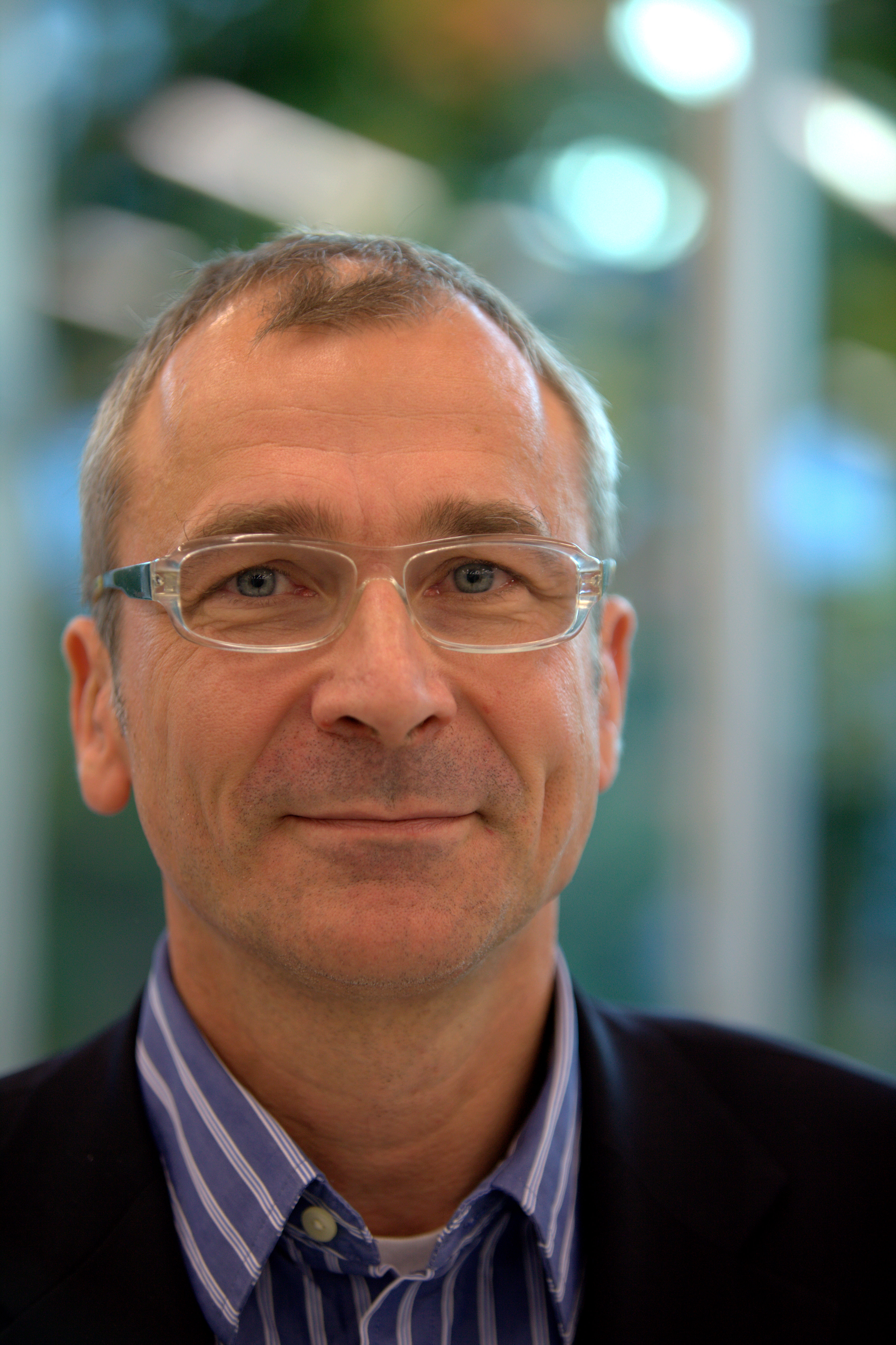
Volker Beck (2010)

Volker Beck (Stuttgart, 12 december 1960) is een Duits politicus van Bündnis 90/Die Grünen en activist voor homorechten. Sinds 1994 zit hij in de Bondsdag.
Russische holebi’s probeerden op 27 mei 2006, ondanks een officieel verbod, toch een Gay Pride Parade te houden in Moskou. De actie lokte ook supporters uit het buitenland, waaronder Volker Beck. Hij werd tijdens schermutselingen met tegenbetogers gewond. Tijdens een televisie-interview werd Beck door een 20-tal jongeren omsingeld en aangevallen.
Volgens Beck is de toekenning van ruimere rechten aan homo's en lesbiennes in overeenstemming met de garanties voor gelijke rechten in de Duitse Grondwet.
Nadat daags tevoren bij een controle door de Berlijnse politie 0,6 gram drugs bij hem was aangetroffen, kondigde Beck op 2 maart 2016 aan al zijn functies neer te leggen. Nadat de Bondsdag zijn parlementaire onschendbaarheid had opgeheven, startte het OM een gerechtelijk vooronderzoek tegen Beck. Op 13 april 2016 werd bekend dat de zaak zou worden geseponeerd; wel moest Beck een boete van € 7.000,– betalen. Eind april 2016 nam hij zijn taak als woordvoerder godsdienstpolitiek weer op en werd hij bovendien de nieuwe woordvoerder migratiepolitiek; het woordvoerderschap voor binnenlandse politiek werd door een fractiegenote overgenomen.